# Dispersió (matemàtiques)

Exemple de mostres de dues poblacions amb la mateixa mitjana però diferent dispersió. La població blava està molt més dispersa que la població vermella.

La dispersió mesura com d'allunyats estan un conjunt de valors respecte a la seva mitjana aritmètica. Com menys dispers sigui el conjunt més prop del valor mitjà es trobaran els seus valors. Aquest aspecte és de vital importància per a l'estudi de múltiples sistemes. Exemple: podem tenir un conjunt d'àtoms d'una substància amb una mitjana de velocitats 0. D'això no cap concloure que els membres del sistema estan quiets. Això implicaria que la substància es trobaria prop del zero absolut. Amb una mitjana de 0 podem tenir des d'un sòlid cristal·litzat fins a un gas molt calent. La variable que determinarà en quin estat d'agitació tèrmica es troben els àtoms del sistema serà la dispersió de velocitats.
La mesura més simple de dispersió és el rang o amplitud. És la diferència entre el valor més gran i el més petit d'un conjunt de valors. Aquesta mesura presenta problemes que la fan poc apta per a usos estadístics. Pot veure's afectada per valors extrems, poc representatius. A més, aquesta mesura a l'augmentar el nombre de valors augmenta o es queda igual però mai disminueix. Per tots aquests motius es van idear millors maneres de mesurar la dispersió.